# کراسنوکامسک
شهر کراسنوکامسک (به روسی: Краснокамск) در کشور روسیه و در کرای پرم واقع شده‌است.